# Tadarida niveiventer
Tadarida niveiventer — вид кажанів родини молосових.

## Середовище проживання
Країни поширення: Ангола, Демократична Республіка Конго, Мозамбік, Руанда, Замбія. Цей вид пов'язаний зі зрілим міомбовим рідколіссям.

## Стиль життя
Цей локально поширений вид можна знайти в крупних колоніях до сотні особин, але частіше присутній у меншій кількості. Сідала лаштує в дуплах дерев і будівель.